# Gdal Saleski
Gdal Saleski, ook wel Gdal Salesski, (Kiev, 11 februari 1888 – Los Angeles, 8 oktober 1966) was een Oekraïens cellist en componist. Bovenal is hij bekend geworden als schrijver. Zijn roem reikte tot aan Sydney, Australië, waar zijn overlijden werd gemeld in The Sydney Morning Herald van 12 oktober 1966.
Saleski studeerde tussen 1909 en 1911 aan de Conservatorium van Leipzig en later aan het Conservatorium van Sint-Petersburg. In augustus/september 1911 was hij betrokken bij een aantal concerten in Odessa met de latere sterviolist Jascha Heifetz. Hij maakte als cellist deel uit van het Gewandhausorkest. Na de Eerste Wereldoorlog vertrok hij naar Bergen in Noorwegen, waar hij toetrad in het strijkkwartet van Arve Arvesen. Hij speelde toen ook de cellopartij in de voorloper van het Bergen filharmoniske orkester (seizoenen 1917-1920). Hij bracht daar ook enkele werken en/of arrangementen uit. Vanuit Bergen emigreerde hij in 1921 naar de Verenigde Staten in de Noorse golf van emigranten. Hij maakte deel uit van het New York Symphony Orchestra.

## Muziek
Werken
- Rhapsodie sur airs hongroises (cello/viool en piano)
- Reverie triste (cello/viool en piano)
- Menuet (cello/viool en piano)
- Suite in C majeur voor cello solo
- arrangement van Elégie van Kudrin (cello/viool en piano); opgedragen aan Toscha Seidel (Oluf BY)
- arrangement van Air et corrente van Henry Eccles (uitgeverij Oluf By) voor cello en piano
- arrangement van een mazurka van Henryk Wieniawski (cello en piano)
- arrangement van Poëm van Zdeněk Fibich (cello en piano)
- Quatre morceaux de concert waarin
  - Nocturne in e mineur opus 72 van Frédéric Chopin
  - Prelude in b klein opus 28 van Frédéric Chopin
  - Largo et allegro van Giuseppe Tartini
  - Danse norvegienne van hemzelf
- Chaconne sur un theme La Folia van Arcangelo Corelli(duet voor viool en cello, 1920); opgedragen aan Nikolai-Gourówitsch
- arrangement van Fiametta (Chanson a boir) van Léon Minkus; opgedragen aan de talentvolle Marie-Louise Schioler gedateerd 22 juni 1917
- arrangement van Danse espagnole van Enrique Granados (cello en piano)
- Wiegelied
- arrengement van Tre Giorni van Pergolesi (cello/viool en piano)
- opus 5: Souvenir de Melbo (cello/viool en piano)
- opus 6: Erviken, fantasie norvegienne (cello en piano)
- opus 7: Petite suite en style ancienne pour violoncelle seul (prelude, sarabande en menuet), uitgegeven door Norsk Musikforlag, opgedragen aan Wilhelm Jebsen

Enkele uitvoeringen:
- 1915: enige concerten in Sint Petersburg met andere emigrerende Joodse Russen
- november 1911: concert met pianist Piero Coppola in de concertzaal van Brødrene Hals
- 14 november 1916: concert met een strijkkwartet rondom Arve Arvesen, bestaande uit Arve Arvesen, Oscar Holst (viool), Ingebret Haaland (altviool) en Gdal Saleski (cello en de Harmonien in Bergen met onder andere op het programma het Strijkkwartet van Edward Grieg, Saleski speelde ook enkele solostukken waaronder zijn eigen Menuet i gammel stil
- 29 april 1917 in Oslo: liefdadigheidsconcert voor de Rusland
- 4 maart 1923 in New York: hij speelde cello in het Strijkkwartet nr. 2 van Béla Bartók[5]
- 18 februari 1923: hij speelt met het City Symphony het celloconcert van Camille Saint-Saëns in a mineur; Saleski was toen cellist in dat orkest.
- 13 juli 1943: concert met Liborius Hauptmann, waarin opgenomen Griegs Cellosonate van Grieg en zijn eigen Suite in oude stijl met een vierde deel Gigue[6]

- Bibliothèque nationale de France: cb16575091n (data)
- Gemeinsame Normdatei: 130852139
- International Standard Name Identifier: 0000 0000 5340 1175
- Library of Congress Control Number: no99007011
- MusicBrainz: c4377aee-18fc-4957-839b-098d7abe7fdf
- Nationale Bibliotheek van Israël: 987007290127605171
- Nederlandse Thesaurus van Auteursnamen: 238753034
- Virtual International Authority File: 74968196
- WorldCat: E39PBJqBrY4vJT3F4dDPhxvmBP